# Parsymonia
Parsymonia, reguła parsymonii, metody parsymonii – koncepcja wskazująca najbardziej prosty, oszczędny i ekonomiczny przebieg wydarzeń jako najbardziej prawdopodobny. Jest w istocie swej implementacją brzytwy Ockhama do procedur i metod naukowych. Oznacza preferencję najmniej skomplikowanych wyjaśnień dla obserwowanych procesów jako najbardziej prawdopodobnych. W odróżnieniu od brzytwy Ockhama oznacza jednak tylko preferencję i większe prawdopodobieństwo pewnych rozwiązań, nie ustalając przy tym ogólnych praw lub zasad.
Reguła parsymonii znalazła zastosowanie w szczególności w kladystyce i fenetyce. Zgodnie z nią za najbardziej prawdopodobny przebieg ewolucji uważa się najkrótszy szlak prowadzący do zarejestrowanych zmian fenetycznych. Zastosowanie metody maksymalnej parsymonii skutkuje wyborem takiego drzewa filogenetycznego (spośród wielu teoretycznie możliwych), które zakłada istnienie minimalnej liczby zmian ewolucyjnych tłumaczących powstanie wszystkich jego gałęzi, czyli kladów. Preferowane jest w efekcie takie drzewo, które jest najkrótsze – posiada najmniej węzłów, z których rozchodzą się dychotomiczne rozgałęzienia.
Niektórzy autorzy wskazują na niebezpieczeństwo przywiązywania nadmiernej wagi do metod parsymonii. Podkreślają, że dla wiarygodności uzyskiwanych wyników kluczową rolę odgrywa jakość i kompletność danych wyjściowych. Przy danych nadmiernie fragmentarycznych metody parsymonii mogą dać silne poparcie dla całkowicie fałszywej konkluzji.